# Acrosemia ochrolaria
Acrosemia ochrolaria là một loài bướm đêm trong họ Geometridae.